# Deutsch-Hannoversche Partei
El Deutsch-Hannoversche Partei (DHP, Partido Alemán-Hannoveriano) fue un partido conservador alemán formado en 1869. 
El partido nació como protesta por la anexión prusiana del Reino de Hanóver tras la guerra austro-prusiana de 1866, y pretendía la restauración de la dinastía güelfa en Hanóver. En el Reichstag, el DHP solía aliarse con el Zentrum católico. El partido mantuvo una amplia base electoral en la provincia de Hannover durante el Imperio Alemán, con el 38,8% de los votos en 1881 y el 13,5% en 1912. 
En 1933 las autoridades nazis prohibieron el DHP.